# Trypetisoma guttatum
Trypetisoma guttatum är en tvåvingeart som först beskrevs av Tonnoir och Malloch 1926.  Trypetisoma guttatum ingår i släktet Trypetisoma och familjen lövflugor. Inga underarter finns listade i Catalogue of Life.